# Savur la tomba
Savur la tomba (Савур-могила, Savur-mogila) è un film muto del 1926 diretto da Ivan Nikolaevič Perestiani.